# سیارک ۷۲۹۳
سیارک ۷۲۹۳ (به انگلیسی: 7293 Kazuyuki، نامگذاری:1992FH) هفت هزار و دویست و نود و سومین سیارک کشف شده‌است که در ۲۳ مارس ۱۹۹۲ کشف شد.
قدر مطلق سیارک برابر ۱۳٫۴۰ است.